# Eumastax vittata
Eumastax vittata är en insektsart som beskrevs av Burr 1899. Eumastax vittata ingår i släktet Eumastax och familjen Eumastacidae.

## Underarter
Arten delas in i följande underarter:
- E. v. vittata
- E. v. napoana